# Adolf Bleichert & Co.
Adolf Bleichert & Co.,  était une société allemande de conception et de production de téléphériques à materiaux, qui fut fondée en 1874 près de Leipzig par l'ingenieur Adolf Bleichert initialement avec son collègue d'étude Theodor Otto et plus tard en 1876 avec son beau-frère Peter Heinrich Piel à Leipzig-Gohlis. Ses téléphériques bicâbles sont installés en Europe et plusieurs pays d'outre-mer. À la fin du siècle, c'est la plus grande entreprise de téléphériques au monde. Après la Première Guerre mondiale, la société se spécialise avec grand succès dans les téléphériques de transport de voyageurs. Durant la période d'entre-deux-guerres, Bleichert réalise plus de téléportés à lui seul que l'ensemble des autres constructeurs.

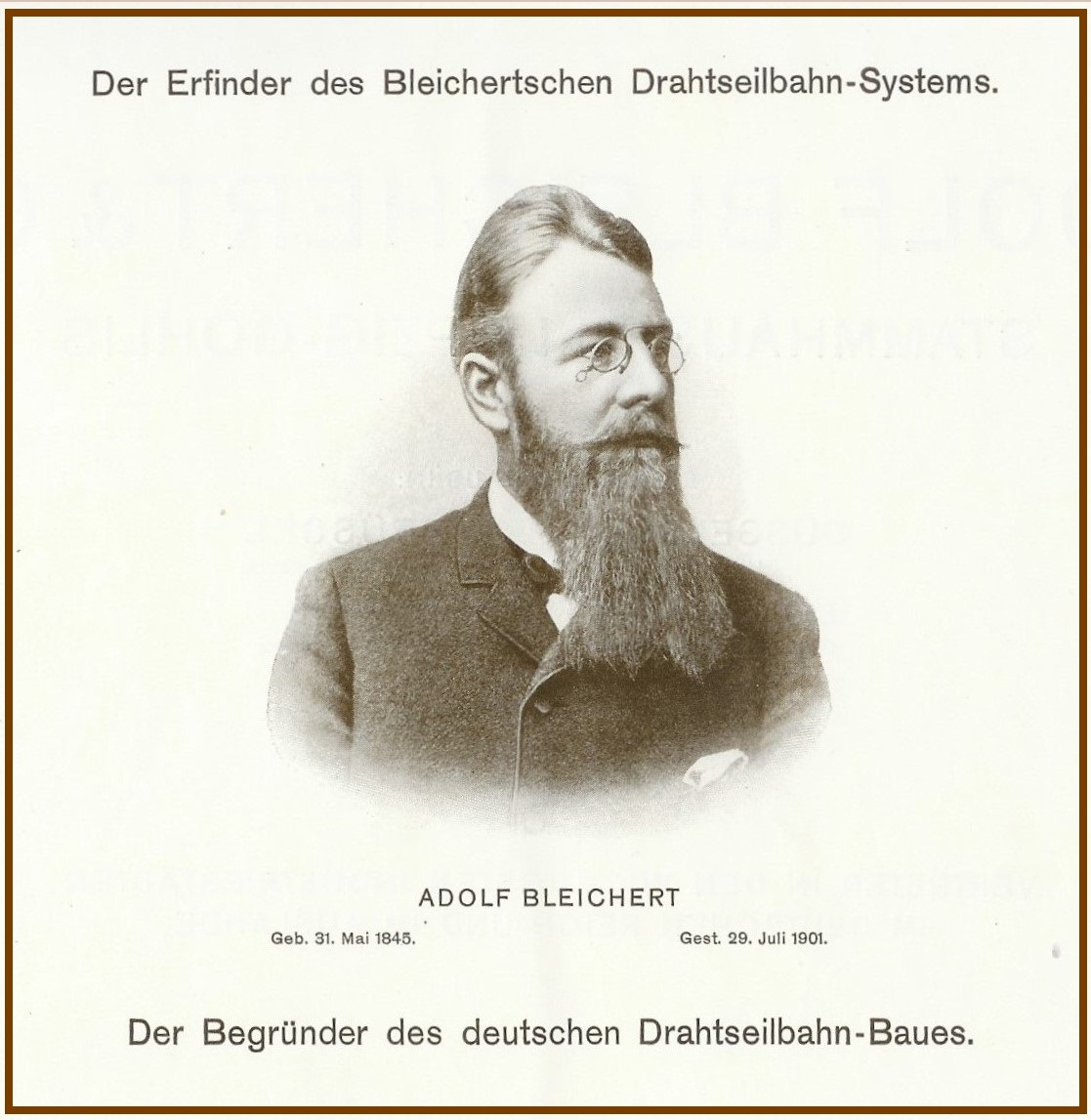
Adolf Bleichert - Fondateur de Système Téléphérique Bleichert

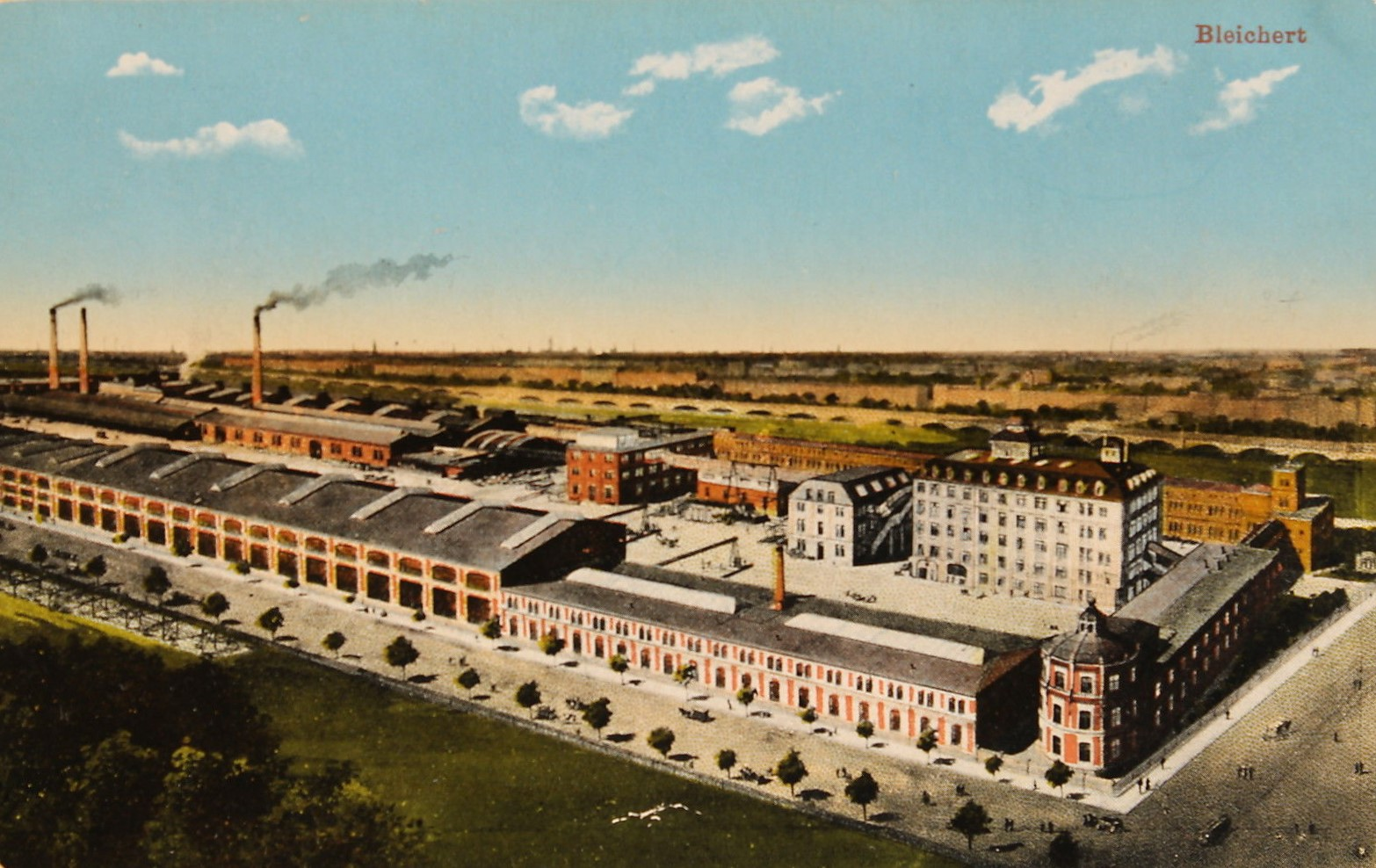
Carte postale de 1910, zone de l'usine d'Adolf Bleichert & Co Leipzig-Gohlis

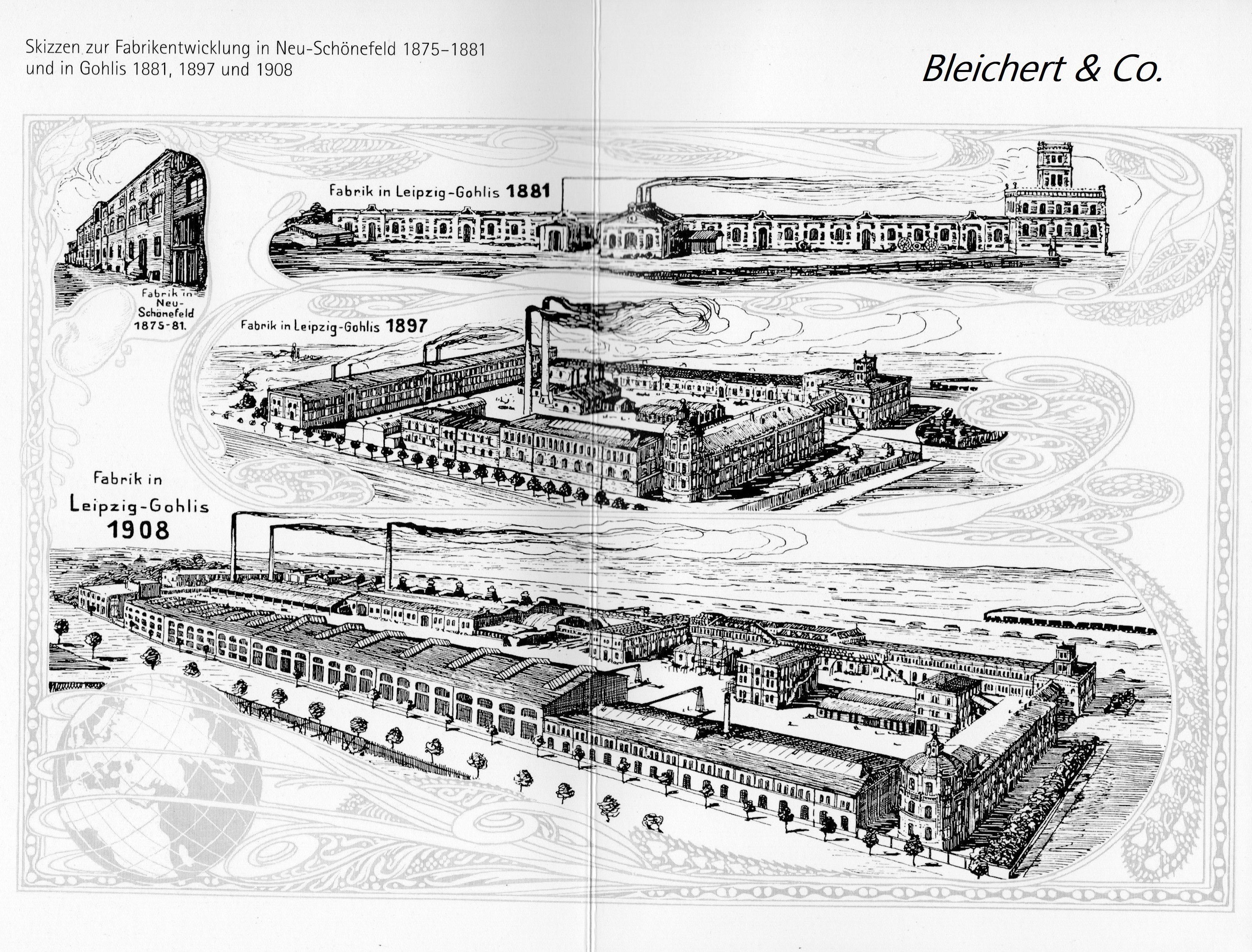
Plan d'usine de Adolf Bleichert & Co. Leipzig-Gohlis

## Historique

### 1874 - 1918
Le développement du téléphérique moderne commence dans les secteurs industriels du fer, du charbon et de matières premières où on cherche des moyens de transport efficaces. Adolf Bleichert & Co. perfectionne le système bicâble (nommé système allemand à l'époque) consistant d'un câble porteur fixe sur lequel circulent les bennes et un câble tracteur circulant en mouvement continu auquel sont attachées les bennes par une attache débrayable (pince) qui permet de les désolidariser dans les gares pour une circulation à faible vitesse, tandis que les bennes en ligne ne sont pas ralentis (a l'encontre du système anglais monocâble poursuivi par l'anglais Hodgson). Bientôt, l'entreprise réussit à installer un grand nombre de téléphériques dans les entreprises industrielles qui transportent des minerais, du charbon, des produits de carrières etc. En 1888, la compagnie accorde une licence à la compagnie américaine Cooper, Hewitt & Co. , la société mère de la Trenton Iron Company, pour la production et la vente de ses téléphériques aux États-Unis. Peu après, Trenton Iron Co. va installer un grand nombre de téléphériques aux USA jusqu'à l'Alaska. En 1896, Bleichert introduit une pince automatique améliorée. Jusqu'à la mort de son fondateur en 1901, l'entreprise installe plus de 1000 téléphériques en Europe et plusieurs pays d'outre-mer. La société continue son succès sous la direction de ses fils Max et Paul.
Après l'introduction de moteurs électriques, Bleichert élargi sa production aux systèmes de transport par bennes suspendues aux rails fixes et aux installations de chargement et déchargement portuaires.
Jusqu'à la Première Guerre mondiale, Adolf Bleichert & Co. réalise, par exemple :
- 1880 téléphérique transportant du minerai de fer à l'aciérie de Rodange au Luxembourg,
- 1890 téléphérique transportant des tiges pour Prometna Banka en Serbie,
- 1902 téléphérique au charbonnage du Grand-Hornu en Belgique,
- 1905 téléphérique de Chilecito à la mine La Mejicana en Argentine (36 km long, plus de 3 500 m de dénivellement jusqu'à une hauteur de 4 600 m)
- 1906 téléphérique pour la société française Le Nickel près de Thio en Nouvelle-Calédonie (à travers la mer jusqu'à la station artificielle de chargement des navires)
- 1909 téléphérique transportant des tiges sur 9 km en Afrique orientale allemande (Tanzanie) (téléphérique le plus raide à l'époque)
- 1909 téléphérique de charbon près de Pékin (Chine)
- 1913 reconstruction du téléphérique du mont Kohlerer

ainsi que
- téléphérique pour les Mines et Carrières de Flamanville (avec une puissance de 500 t/h le plus fort à l'époque),
- téléphérique de charbon à Spitzberg,
- téléphérique de minerai pour la Société de Mines de Cuivre de Catemou en Chili,

Le téléphérique de Chilecito à la mine La Mejicana avait déjà des cabines fermés à quatre places assises, des bennes spéciaux pour la lubrification automatique des câbles et des bennes-citerne à eau potable.
La Première Guerre mondiale coupe les relations internationales de la société. L'entreprise à Leipzig se voit réduite à produire des téléportés militaires standardisés.

### 1918 - 1945
Après la guerre, le centre des activités se déplace aux téléphériques de transport de voyageurs et, pour limiter les risques, la société est transformée en société à responsabilité limitée, ensuite en société anonyme.

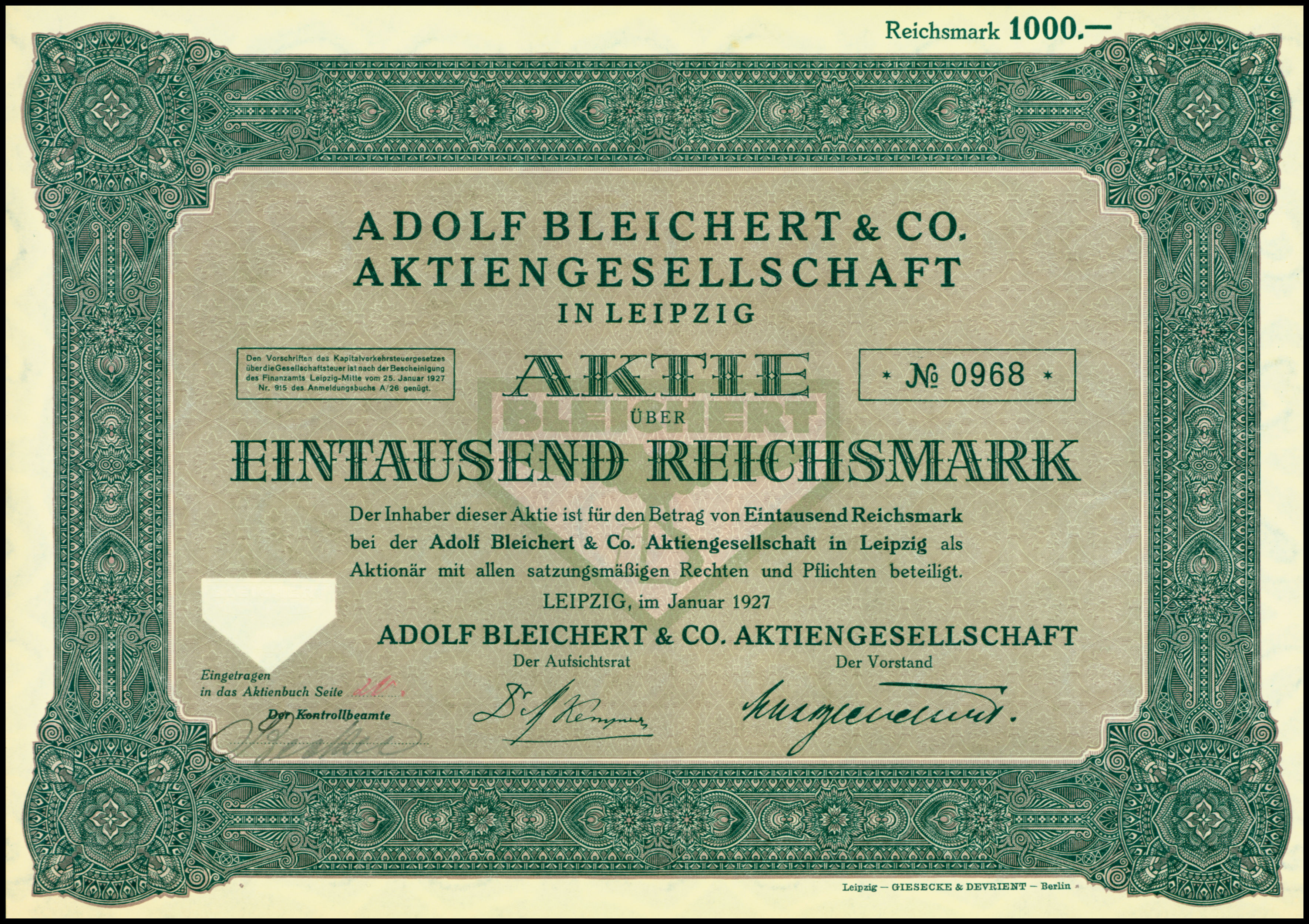
Action de l'Adolf Bleichert & Co AG en date du janvier 1927

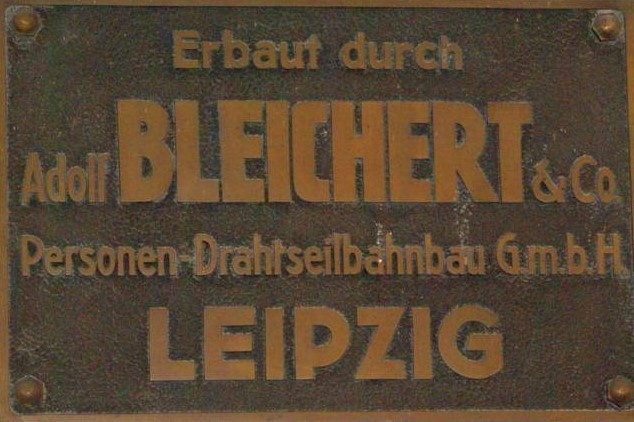
Plaque signalétique de l'entreprise de Adolf Bleichert & Co.

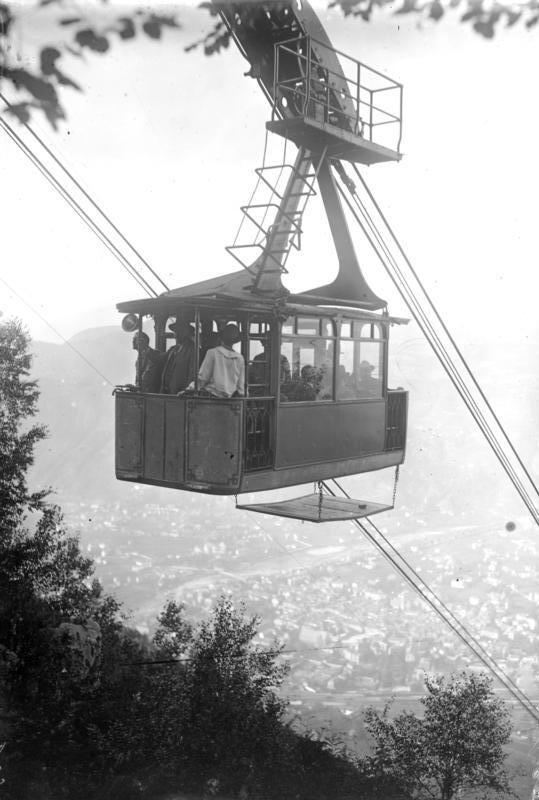
Téléphérique du mont Kohlerer à Bolzano (Italie) construit 1912

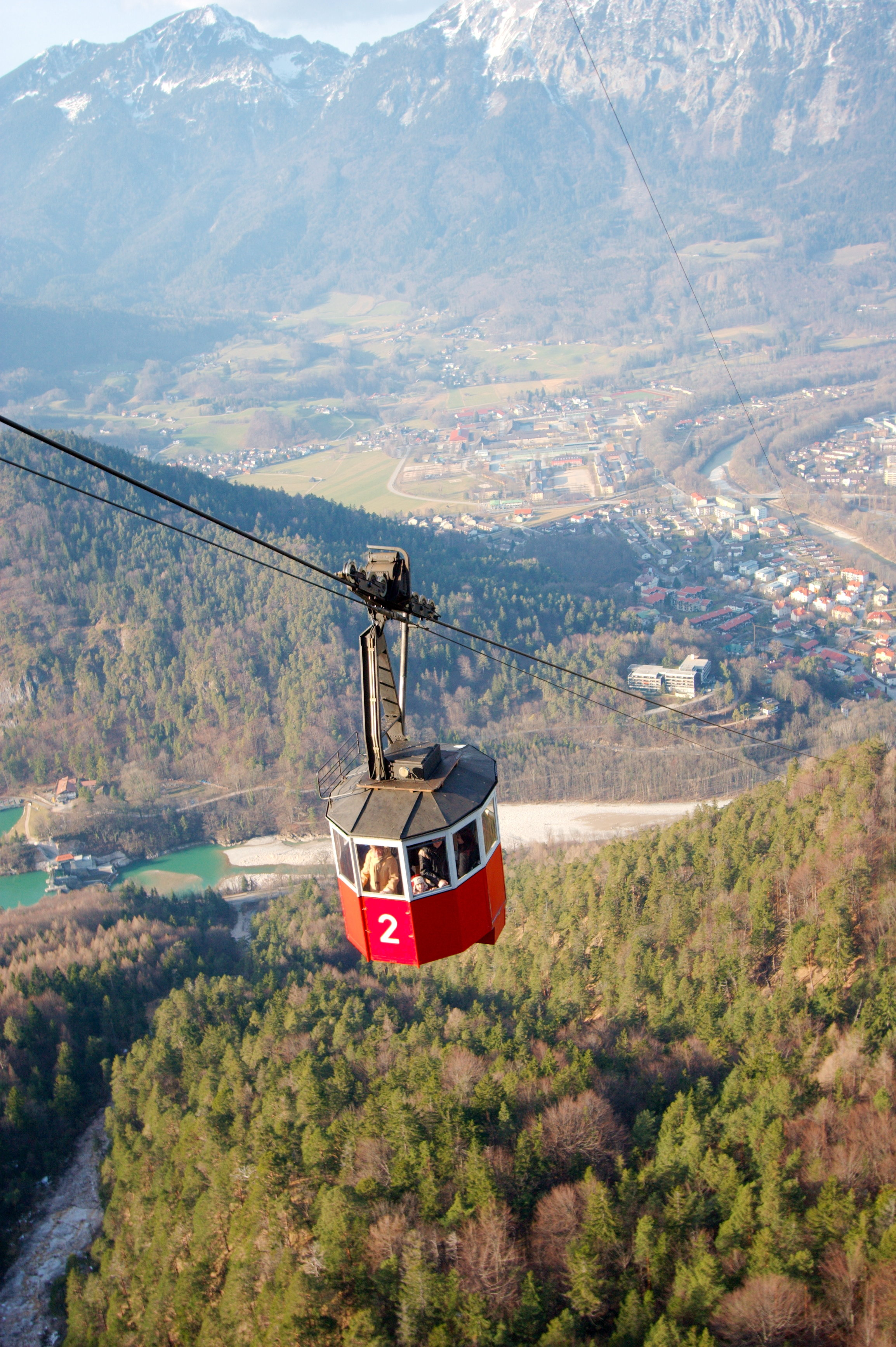
Téléphérique Predigtstuhlbahn à Bad Reichenhall (Allemagne) construit 1928

L'entreprise réalise un grand nombre de téléphériques surtout dans les Alpes, par exemple le Predigtstuhlbahn, le téléphérique de la Zugspitze du côté autrichien, des téléphériques à Zell am See, Innsbruck (Patscherkofel et Hafelekar), Engelberg, Garmisch-Partenkirchen, Sestrières et Zakopane, mais aussi les téléphériques de la Montagne de la Table en Afrique du Sud, de Montserrat et du Port à Barcelone, reliant la colline de Montjuïc à la Torre Sant Sebastia à Barceloneta, via la Torre Jaume I au Port Vell.
À la suite de la Grande Dépression de 1929 et de l'effondrement du système bancaire allemand en 1931, la société doit déclarer faillite en 1932, mais l'entreprise est achetée par Felten & Guilleaume de Cologne et continue sous le nom de  Bleichert-Transportanlagen GmbH. Elle réalise, entre autres, le téléphérique au Mont d'Arbois à Megève, le Téléphérique de Grenoble Bastille (en consortium avec Neyret-Beylier, Para et Milliat), au Saentis en Suisse et au Galzig à Sankt Anton am Arlberg en Autriche.
En 1934, elle installe sur les pentes du Bolgen à Davos, en partenariat avec l'ingénieur Ernst Constam, le premier téléski à enrouleurs. L'appareil sera rapidement suivi par d'autres réalisations dans toute l'Europe dès l'année suivante à Montgenèvre, Megève et Saint Moritz.
Pendant la Seconde Guerre mondiale, l'entreprise est intégrée au système de production militaire. L'usine à Leipzig est sévèrement endommagée par les bombardements.

### Depuis 1945
Dans la zone d'occupation soviétique en Allemagne, l'entreprise est transformée d'abord en Société par actions soviétique (SAG - Sowjetische Aktiengesellschaft). En 1953, elle est rendue aux autorités de la République démocratique allemande et finalement fait partie du combinat TAKRAF. Après la réunification, l'entreprise est liquidée.
En Allemagne de l'Ouest, Felten & Guilleaume place les parties qui restent dans la Bleichert Transportanlagen GmbH qui, en 1962, est fusionnée avec ses concurrents de jadis dans la PHB Pohlig-Heckel-Bleichert Vereinigte Maschinenfabriken AG. Plusieurs regroupements et transformations plus tard, l'entreprise finit dans le groupe de Krupp AG qui abandonne la production de téléphériques et se concentre aux blondins qui, finalement, sont produits par la ThyssenKrupp Fördertechnik GmbH. Le nom de PHB continue au Brésil dans la Pohlig-Heckel do Brasil Indústria e Comércio LTDA fondée en 1955.

## littérature
- Dr. Manfred Hötzel; Stefan W. Krieg: Adolf Bleichert und sein Werk. Une biographie d'entrepreneurs, l'architecture industrielle et l'histoire de l'entreprise. (= Gohliser Historische Hefte, Bd. 8), Maison d'édition Sax, Beucha 2007,  (ISBN 978-3-934544-35-2). Regarde aussi
- Dr. Peter von Bleichert: Bleichert's Wire Ropeways. Kindle Digital Press, 2013
- Oliver Werner: Ein Betrieb in zwei Diktaturen. Von der Bleichert-Transportanlagen GmbH zum VEB VTA Leipzig – 1932 bis 1963. (= Contributions à l'histoire économique et sociale, Nr. 101), Maison d'édition Steiner, Stuttgart 2004,  (ISBN 3-515-08544-0)
- P. Stephan: Die Drahtseilbahnen. Ihr Aufbau und ihre Verwendung. Maison d'édition Julius Springer, Berlin 1914 (Digitalisat)